# 拉文蒂尔

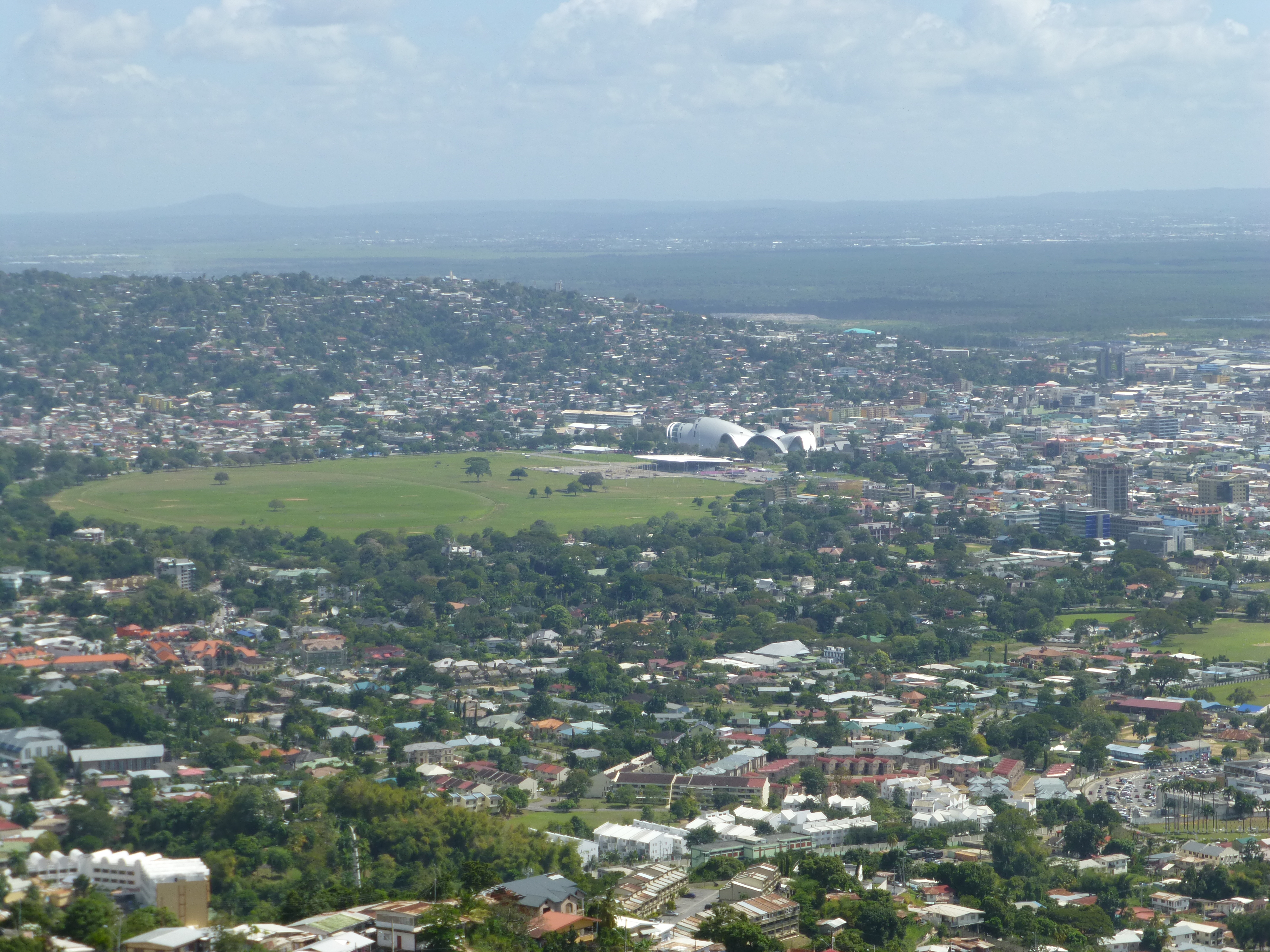

拉文蒂尔（英語：Laventille）是加勒比海岛国特立尼达和多巴哥特立尼达岛北部的一座城镇，行政上由圣胡安-拉文蒂尔地区管辖，2011年人口11,284人。
该镇的名胜古迹包括安古斯图拉树皮博物馆和巴坎特蝴蝶收集与费尔南德斯工业中心（FIC），两者都位于东部干道上。